# Sommer-Paralympics 2024/Teilnehmer (Salomonen)
| stlisierte Goldmedaille | stlisierte Silbermedaille | stlisierte Bronzemedaille |
| ----------------------- | ------------------------- | ------------------------- |
| —                       | —                         | —                         |

Die Salomonen entsandten für die Paralympischen Spiele 2024 in Paris vier Athleten.

## Teilnehmer

### Leichtathletik
| Athleten        | Klassifizierung | Wettbewerb | Finale       | Finale |
| Athleten        | Klassifizierung | Wettbewerb | Zeit/Weite   | Rang   |
| --------------- | --------------- | ---------- | ------------ | ------ |
| Männer          |                 |            |              |        |
| Cosmol Maefolia | F38             | Speerwurf  | 25,62 m (SB) | 9      |

SB: Saison-Bestwert

### Taekwondo
| Athlet          | Wettbewerb     | Rang |
| --------------- | -------------- | ---- |
| Frauen          |                |      |
| Junita Tonowane | K44 bis 65 kg  | 9    |
| Männer          |                |      |
| James Gegeu     | K44 über 80 kg | 9    |
| Solomon Jagiri  | K44 bis 63 kg  | 9    |